# Colias marcopolo
Colias marcopolo är en fjärilsart som beskrevs av Grum-grshimailo 1888. Colias marcopolo ingår i släktet Colias och familjen vitfjärilar. Inga underarter finns listade i Catalogue of Life.

## Bildgalleri

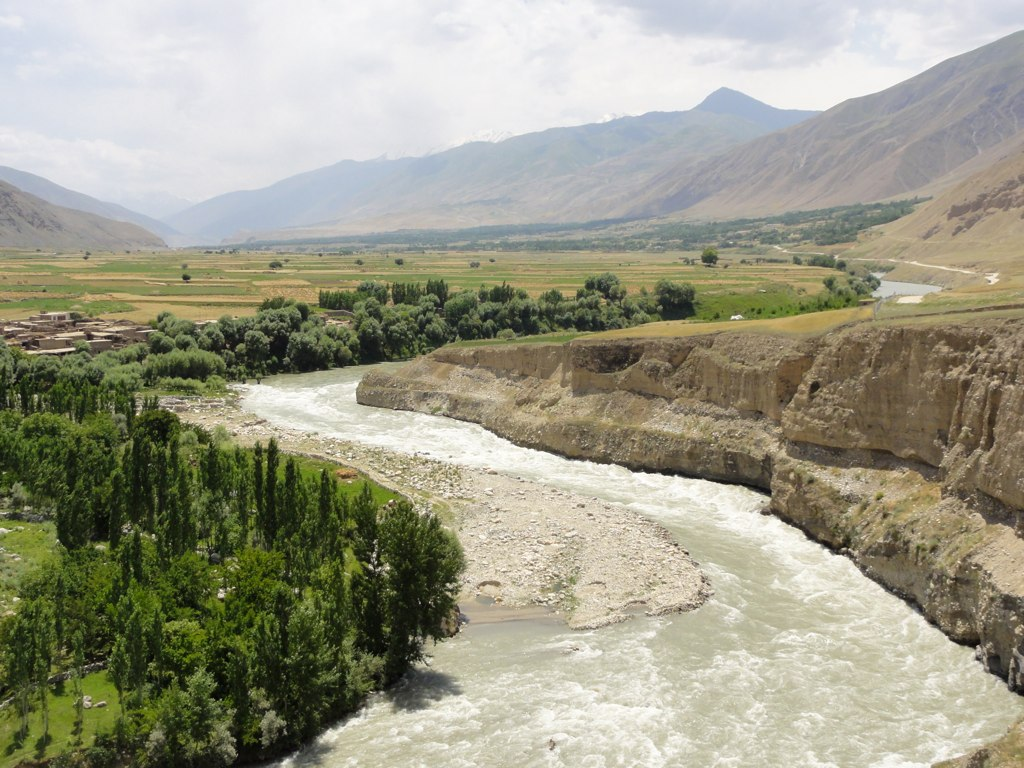